# Le Trou de mon quai
Pour les articles homonymes, voir Trou.
Le Trou de mon quai (1906) est une chanson écrite par Paul Briollet et Jules Combe, et composée par Désiré Berniaux. 
Cette œuvre du café-concert appartient au registre du comique troupier. Elle a initialement été interprétée par Dranem.
Ses paroles forment un virelangue qui tient de la contrepèterie ou du calembour (quai de ma rue / trou de mon quai).

## Reprises
En 1971 elle est reprise par Les Charlots.

## Thème
Le thème général en est le métro, plus précisément la construction d'une ligne sous les fenêtres du narrateur.
De ma fenêtre, tout en fumant des pipes

Je regarde les équipes

Dont les hommes sont occupés

À faire un trou dans mon quai